# Vincentia
A Vincentia a sugarasúszójú halak (Actinopterygii) osztályához a sügéralakúak (Perciformes) rendjéhez, ezen belül a kardinálishal-félék (Apogonidae) családjához tartozó nem.

## Rendszerezés
A nembe az alábbi 5 faj tartozik:
- Vincentia badia Allen, 1987
- Vincentia conspersa (Klunzinger, 1872)
- Vincentia macrocauda Allen, 1987
- Vincentia novaehollandiae (Valenciennes, 1832)
- Vincentia punctata (Klunzinger, 1879)